# 塞萊澤尼夫卡
49°45′18″N 29°34′19″E / 49.75500°N 29.57194°E
塞萊澤尼夫卡（羅馬化：Selezenivka）是位於烏克蘭北部的村莊，由基辅州白采爾克瓦區的斯克維拉市鎮負責管轄。該村始建於1610年，面積3.54平方公里，海拔高度208米，2001年人口582，人口密度每平方公里200.9人。